# Hanna-Marie Schieder
Hanna-Marie Schieder (* 21. März 2001 in München) ist eine deutsche Volleyball- und Beachvolleyballspielerin.

## Karriere Halle
Schieder begann ihre Karriere beim SV Lohhof, wo auch ihre Schwester Theresa spielte. Mit der Lohhofer Jugendmannschaft wurde sie 2017 Deutsche U18-Meisterin. Seit 2016 spielte sie als Außenangreiferin auch beim Nachwuchsverein VC Olympia Berlin, zunächst mit der zweiten Mannschaft in der 3. Liga Nord und von 2017 bis 2019 im Bundesligateam. Mit einem Zweitspielrecht war Schieder 2018/19 auch beim Zweitligisten SG Rotation Prenzlauer Berg aktiv. Mit der U19-Nationalmannschaft nahm sie an der Europameisterschaft 2018 teil.

## Karriere Beach
Von 2014 bis 2016 nahm Schieder u. a. mit Sabrina Himmel an diversen Nachwuchsturniere teil. Die Saison 2017 bestritt sie mit Chenoa Christ. 2018 wurde sie mit Antonia Bartholome Dritte der deutschen U19-Meisterschaft und nahm am Turnier der Techniker Beach Tour 2019 in Sankt Peter-Ording teil. Außerdem wurde sie 2019 mit Hannah Ziemer Neunte der U21-Weltmeisterschaft in Udon Thani. Im August nahm sie mit Lea Sophie Kunst am TBT-Turnier auf Fehmarn teil und erreichte mit Anna-Lena Grüne den dritten Platz der deutschen U19-Meisterschaft. 2020 bildete sie ein Duo mit Nele Schmitt. Schieder/Schmitt wurden Siebte bei der Comdirect Beach Tour 2020 in Hamburg und deutsche U20-Vizemeisterinnen in Gera. Mit Lisa-Sophie Kotzan nahm Schieder im Januar 2021 an der German Beach Trophy in Düsseldorf teil.
Von 2021 bis 2022 war Paula Schürholz ihre Partnerin. Mit ihr belegte die gebürtige Münchnerin 2021 und 2022 bei den deutschen Meisterschaften am Timmendorfer Strand die Plätze dreizehn und neun. Seit 2023 spielt Schieder mit Melanie Paul zusammen. Ihr erstes gemeinsames internationales Turnier bestritten die beiden in Frankreich. Aus der Qualifikation heraus starteten sie beim Future in Lille. Acht Spiele später standen sie zum ersten Mal in ihrer Karriere auf der obersten Stufe des Podests bei einem FIVB World Tour Event. Bei der German Beach Tour 2023 gewannen Paul/Schieder das erste Turnier in München, was für beide den ersten Turniersieg bei der höchsten deutschen Serie bedeutete. Bei der deutschen Meisterschaft wurden sie Neunte.
2024 startete Schieder auch mit Paul und anderen Partnerinnen. Mit Karla Borger gewann sie auf der German Beach Tour 2024 das zweite Turnier in München und belegte Platz 17 bei der Europameisterschaft in den Niederlanden. Bei der Deutschen Meisterschaft 2024 erreichten Paul/Schieder Platz neun. Anschließend wurde Schieder in Rio de Janeiro zusammen mit Anna-Lena Grüne Studentenweltmeisterin. Seit November 2024 ist Borger Schieders feste Partnerin.

## Privates
Schieders Vater Christoph spielte in der deutschen Volleyballnationalmannschaft und in der Bundesliga. Mutter Claudia Wifling machte sich besonders im Münchner Raum einen Namen als Hallen- und Beachvolleyballerin unter anderem bei der FTM Schwabing und beim SV Lohhof und später als Jugendtrainerin beim Verein in Unterschleißheim. Dort war auch Maries ältere Schwester Theresa jahrelang Stammkraft in der Zweitbundesligamannschaft, zeitweise auch als Kapitänin.